# Liga Premier de Armenia 2010
La Liga Premier de Armenia 2010 fue la decimonovena edición desde su creación. Comenzó el 27 de marzo y terminó el 14 de noviembre.
El campeón fue el Pyunik, que logró su décimo título de forma consecutiva.

## Ascensos y descensos
El Ararat descendió tras quedar 8. El Impulse ascendió, luego de coronarse campeón de la Primera Liga de Armenia.
| Pos. | Descendido de la Liga Premier de Armenia 2009 |
| ---- | --------------------------------------------- |
| 8.º  | Ararat                                        |

| Pos. | Ascendido de la Primera Liga de Armenia 2009 |
| ---- | -------------------------------------------- |
| 1.º  | Impulse                                      |

## Formato
Los ocho equipos participantes jugaron entre sí todos contra todos cuatro veces totalizando 28 partidos partidos cada uno, al término de la jornada 28 el primer clasificado se coronó campeón y obtuvo un cupo para la Segunda ronda de la Liga de Campeones 2011-12, mientras que el segundo y tercer clasificado obtuvieron un cupo para la Primera ronda de la Liga Europa 2011-12. Por otro lado el último clasificado descendió a la  Primera Liga de Armenia 2011.
Un tercer cupo para la Segunda ronda de la Liga Europa 2011-12 fue asignado al campeón de la Copa de Armenia.

## Equipos
| Club      | Ciudad  | Estadio              | Capacidad |
| --------- | ------- | -------------------- | --------- |
| Banants   | Ereván  | Estadio Republicano  | 14.403    |
| Gandzasar | Ereván  | Estadio Gandzasar    | 3.500     |
| Impulse   | Dilijan | Dilijan City Stadium | 2.200     |
| Kilikia   | Ereván  | Estadio Hrazdan      | 54.208    |
| Mika      | Ereván  | Estadio Mika         | 7.250     |
| Pyunik    | Ereván  | Estadio Republicano  | 14.403    |
| Shirak    | Gyumri  | Gyumri City Stadium  | 2.844     |
| Ulisses   | Ereván  | Estadio Hrazdan      | 54.208    |

## Tabla de posiciones
| Pos. | Equipo      | Pts. | PJ | G  | E | P  | GF | GC | Dif. | Clasificación 2011–12                 |
| ---- | ----------- | ---- | -- | -- | - | -- | -- | -- | ---- | ------------------------------------- |
| 1    | Pyunik (C)  | 65   | 28 | 20 | 5 | 3  | 73 | 22 | +51  | Segunda ronda de la Liga de Campeones |
| 2    | Banants     | 64   | 28 | 20 | 4 | 4  | 58 | 24 | +34  | Primera ronda de Liga Europa          |
| 3    | Ulisses     | 55   | 28 | 17 | 4 | 7  | 44 | 23 | +21  | Primera ronda de Liga Europa          |
| 4    | Mika        | 46   | 28 | 14 | 4 | 10 | 47 | 31 | +16  | Segunda ronda de Liga Europa          |
| 5    | Impulse     | 37   | 28 | 10 | 7 | 11 | 29 | 43 | −14  |                                       |
| 6    | Gandzasar   | 27   | 28 | 8  | 3 | 17 | 24 | 45 | −21  |                                       |
| 7    | Kilikia (D) | 15   | 28 | 4  | 3 | 21 | 19 | 60 | −41  | Disuelto al final                     |
| 8    | Shirak      | 10   | 28 | 2  | 4 | 22 | 22 | 68 | −46  |                                       |

Actualizado a los partidos jugados el 14 de noviembre de 2010.
 Fuente: Soccerway
Notas:
1. ↑  Tras ganar la Copa de Armenia 2011, el Mika obtuvo un cupo para la Segunda ronda de la Liga Europa 2011-12.
2. ↑  Kilikia desistió de participar en la Liga Premier 2011 por razones financieras. Por lo tanto Shirak no desciende y continua

## Goleadores
| Pos. | Jugador            | Club      | Goles |
| ---- | ------------------ | --------- | ----- |
| 1    | Gevorg Ghazaryan   | Pyunik    | 16    |
| 1    | Marcos Pizzelli    | Pyunik    | 16    |
| 3    | Eduardo Du Bala    | Banants   | 11    |
| 4    | Ednei              | Mika      | 10    |
| 5    | Samvel Melkonyan   | Banants   | 9     |
| 5    | Mkrtich Nalbandian | Shirak    | 9     |
| 7    | Boti Demel         | Mika      | 8     |
| 7    | Artur Kocharyan    | Gandzasar | 8     |
| 9    | Ortega Deniran     | Banants   | 7     |
| 9    | Hovhannes Goharyan | Pyunik    | 7     |